# 史樹青
史樹青（1922年8月16日—2007年11月7日），男，直隶（今河北）樂亭人，中國文物鑒定家，曾任國家文物鑒定委員會副主任、中國收藏家協會會長等职。

## 生平
他8歲搬到北京，中學就讀於北师大附中。師大附中在琉璃廠旁，加上他父親是文物愛好者，常常與他一起到琉璃廠逛，使他和許多古玩店老闆相熟。他第一次檢漏，是得到丘逢甲的親筆詩。后畢業於天主教輔仁大學。1947年任北平歷史博物館幹事。

## 社会兼职
曾任國家文物鑒定委員會副主任、中國收藏家協會會長、南开大学历史系兼职教授、北京大学考古系研究生导师。

## 鉴定文物
經他鑑定的文物包括成吉思汗畫像、孔望山佛教摩崖石刻等。

## 争议
2011年，媒体披露史樹青卷入了谢根荣骗贷案。谢根荣请史树青等人鉴定一件伪造的金缕玉衣，史树青等专家认定为真品，估价24亿人民币。谢根荣利用假金缕玉衣赢得银行信任，多次骗贷，总金额达7亿人民币。

## 外部連結
- 央视《大家》：访文物鉴定家史树青 （页面存档备份，存于）
- 史树青：鉴定国宝的“国宝”（页面存档备份，存于）